# 세르게이 보브롭스키
세르게이 안드레예비치 보브롭스키(러시아어: Серге́й Андре́евич Бобро́вский, 1988년 9월 20일~)는 러시아의 아이스하키 선수로 포지션은 골텐더이다. 현재 내셔널 하키 리그(NHL)의 플로리다 팬서스 소속으로 뛰고 있다. 이전에는 NHL의 필라델피아 플라이어스와 콜럼버스 블루재키츠 소속으로 뛰었으며 콜럼버스 블루재키츠 소속 시절 NHL 올해의 골텐더상인 베지나 트로피를 2회(2013, 2017) 수상했다. 2023년 2월에는 예브게니 나보코프를 제치고 NHL 역사상 가장 많은 승리를 거둔 러시아 출신 골텐더가 되었고 2024년 플로리다 팬서스 선수로서 스탠리 컵 우승을 차지했습다.
보브롭스키는 국제 대회에 러시아 국가대표팀의 일원으로 참가했고 2014년 동계 올림픽에 출전했다. 또한 세계 선수권 대회에 3회 참가하여 우승 1회, 준우승 1회를 달성했다.

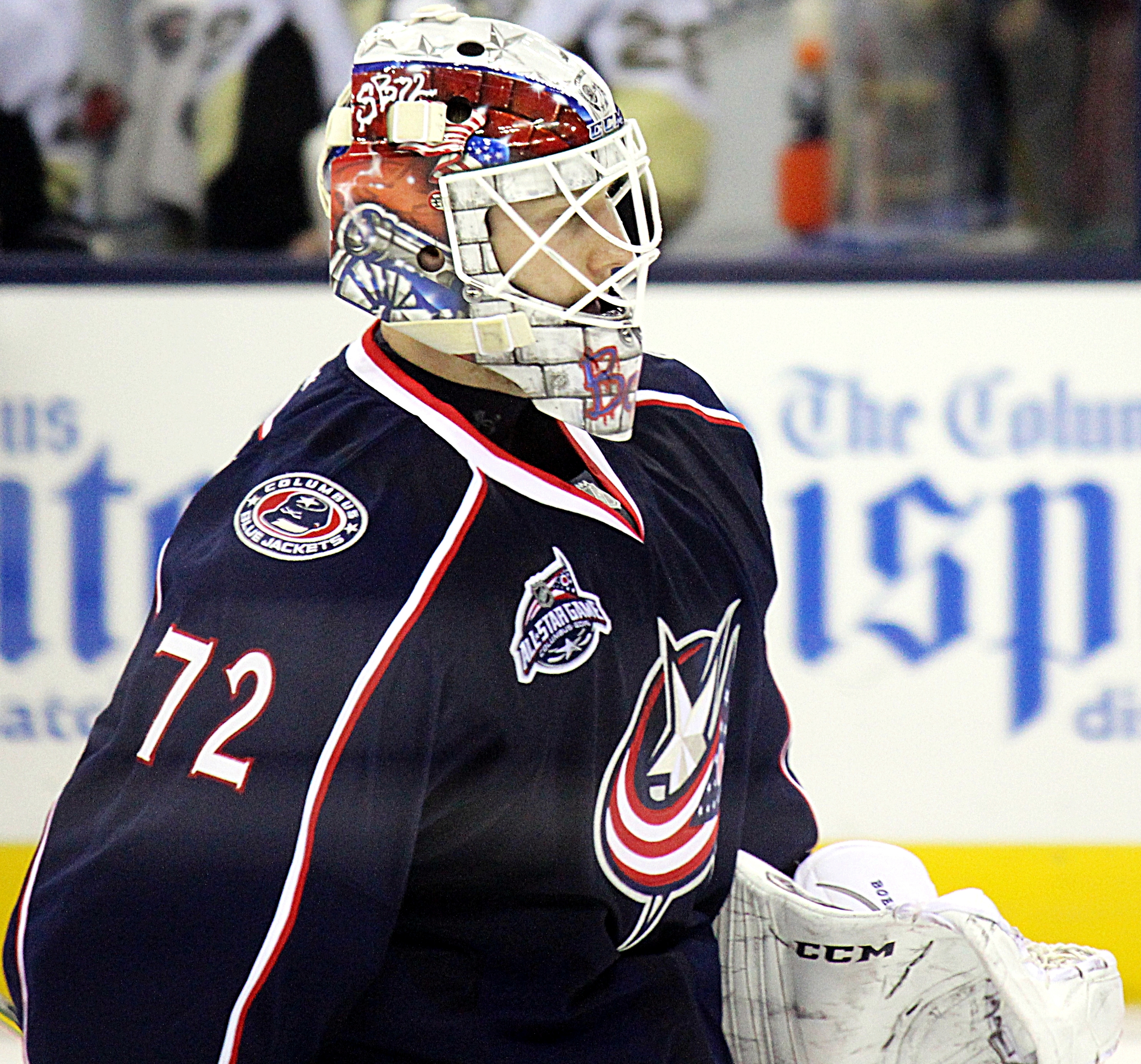
2014년 12월 콜럼버스 블루재키츠 시절의 보브롭스키

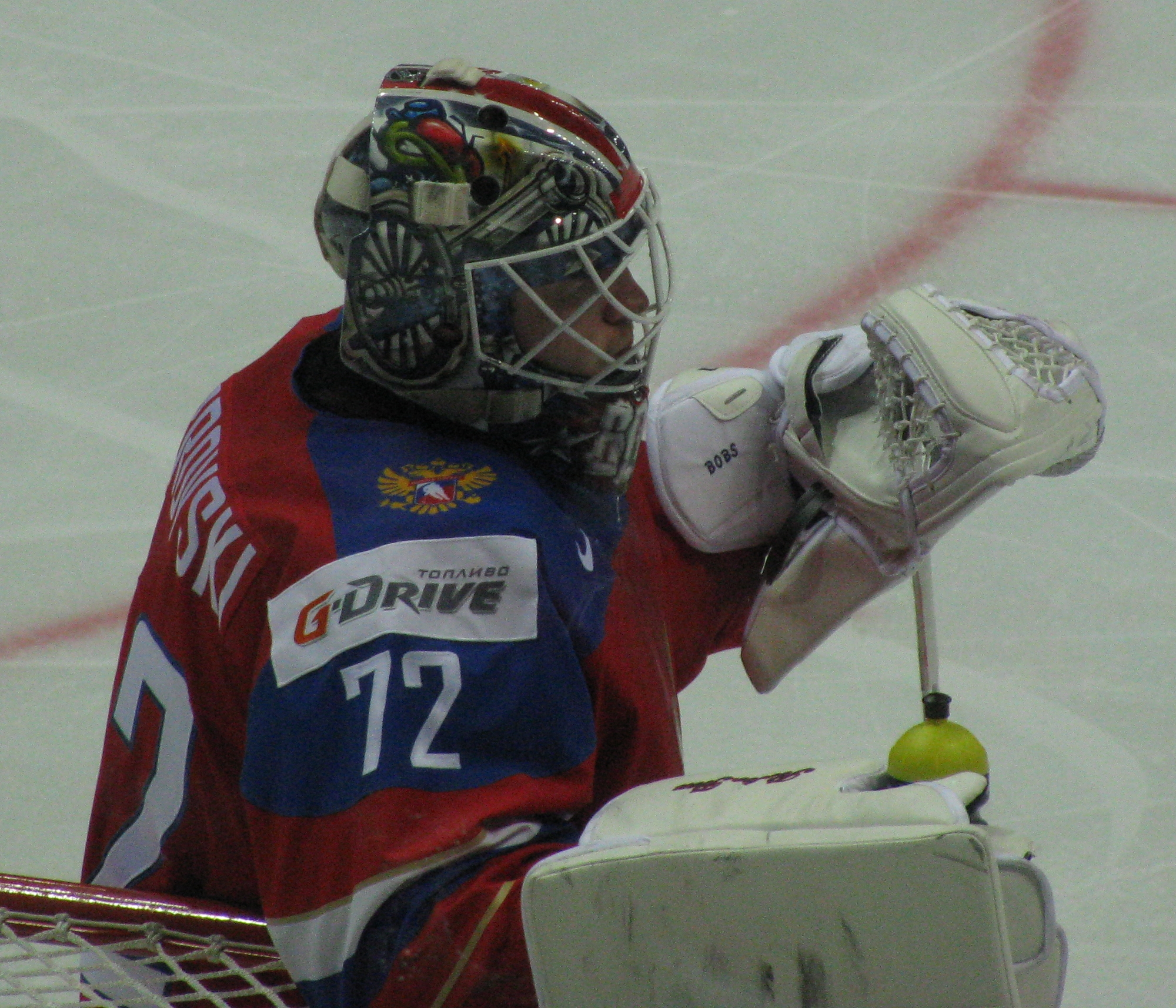
2016년 세계 선수권 대회 당시의 보브롭스키